# Parlament der Französischen Gemeinschaft
Das Parlament der Französischen Gemeinschaft Belgiens (französisch Parlement de la Communauté française de Belgique) ist die Volksvertretung der Französischen Gemeinschaft des Königreichs Belgien mit Sitz in Brüssel. Von 1971 bis 1980 hieß dieses „Kulturrat der Französischen Kulturgemeinschaft“ (Conseil culturel de la Communauté culturelle française) und von 1980 bis 1999 „Rat der Französischen Gemeinschaft“ (Conseil de la Communauté française). Es verwendet seit 2011 die Bezeichnung „Parlament der Wallonie-Brüssel-Föderation“ (Parlement de la Fédération Wallonie-Bruxelles) für seine Kommunikation.

## Zusammensetzung
Das Parlament der Französischen Gemeinschaft Belgiens mit 94 Abgeordneten setzt sich aus den französischsprachigen Abgeordneten des Parlamentes der Wallonischen Region mit 75 Abgeordneten und zusätzlich einer proportional der Bevölkerungszahl entsprechenden Gruppe von Abgeordneten des Parlamentes der Region Brüssel-Hauptstadt (19 von 72 Abgeordneten) zusammen. Die deutschsprachigen Abgeordneten des Parlamentes der Wallonischen Region gehören dem Parlament der Französischen Gemeinschaft Belgiens nicht an, da die deutschsprachige Gemeinschaft über ein eigenes Parlament verfügt.
| •                                                           | Mouvement Réformateur             | MR      | 26 | 26 | ▬ | 05 | 05 | ▬  | 31 | 31 | ▬  |
|                                                             | Parti Socialiste                  | PS      | 19 | 19 | ▬ | 05 | 05 | ▬  | 24 | 24 | ▬  |
| •                                                           | Les Engagés                       | LE      | 17 | 17 | ▬ | 02 | 02 | ▬  | 19 | 19 | ▬  |
|                                                             | Parti du Travail de Belgique      | PTB     | 08 | 08 | ▬ | 04 | 04 | ▬  | 12 | 12 | ▬  |
|                                                             | Ecolo                             | Ecolo   | 05 | 05 | ▬ | 02 | 02 | ▬  | 07 | 07 | ▬  |
|                                                             | Libres et responsables            | lib.res | –  | –  | – | –  | 01 | ▲1 | –  | 01 | ▲1 |
|                                                             | Démocrate Fédéraliste Indépendant | DéFI    | 0  | 0  | ▬ | 01 | 0  | ▼1 | 01 | 0  | ▼1 |
| Gesamt                                                      | Gesamt                            | Gesamt  | 75 | 75 | ▬ | 19 | 19 | ▬  | 94 | 94 | ▬  |
| Regierungsparteien sind mit einem Punkt gekennzeichnet. (•) |                                   |         |    |    |   |    |    |    |    |    |    |

## Sitzverteilungen

### Zusammensetzungen seit 1981
| Partei | Partei                                               | Legislaturperiode | Legislaturperiode | Legislaturperiode | Legislaturperiode | Legislaturperiode | Legislaturperiode | Legislaturperiode | Legislaturperiode | Legislaturperiode | Legislaturperiode | Legislaturperiode |
| Partei | Partei                                               | 1981–1985         | 1985–1988         | 1988–1991         | 1991–1995         | 1995–1999         | 1999–2004         | 2004–2009         | 2009–2014         | 2014–2019         | 2019–2024         | 2024–2029         |
| ------ | ---------------------------------------------------- | ----------------- | ----------------- | ----------------- | ----------------- | ----------------- | ----------------- | ----------------- | ----------------- | ----------------- | ----------------- | ----------------- |
|        | Mouvement Réformateur (MR)                           | 35 1              | 37 1              | 35 1              | 29 1              | 24 1              | 25 1              | 26                | 25                | 30                | 23                | 31                |
|        | Parti Socialiste (PS)                                | 53                | 53                | 60                | 53                | 35                | 29                | 41                | 35                | 36                | 28                | 24                |
|        | Les Engagés (LE)                                     | 26 2              | 30 2              | 28 2              | 27 2              | 18 2              | 16 2              | 17 3              | 18 3              | 16 3              | 11 3              | 19                |
|        | Parti du Travail de Belgique (PTB)                   | –                 | –                 | –                 | –                 | –                 | –                 | –                 | –                 | 2                 | 13                | 12                |
|        | Ecolo                                                | 5                 | 7                 | 5                 | 16                | 10                | 18                | 5                 | 16                | 6                 | 16                | 7                 |
|        | Démocrate Fédéraliste Indépendant (DéFI)             | 10 4              | 4                 | 4                 | 4                 | 4                 | 5 4               | –                 | –                 | 3 5               | 3                 | 1                 |
|        | Parti Populaire (PP)                                 | –                 | –                 | –                 | –                 | –                 | –                 | –                 | –                 | 1                 | –                 | –                 |
|        | Front National (FN)                                  | –                 | –                 | –                 | 1                 | 3                 | 1                 | 5                 | –                 | –                 | –                 | –                 |
|        | Union démocratique pour le respect du travail (UDRT) | 3                 | 1                 | –                 | –                 | –                 | –                 | –                 | –                 | –                 | –                 | –                 |
|        | Parti Communiste de Belgique (KPB/PCB)               | 3                 | –                 | –                 | –                 | –                 | –                 | –                 | –                 | –                 | –                 | –                 |
|        | Rassemblement Wallon (RW)                            | 2                 | –                 | –                 | –                 | –                 | –                 | –                 | –                 | –                 | –                 | –                 |
| Gesamt | Gesamt                                               | 137               | 132               | 132               | 130               | 94                | 94                | 94                | 94                | 94                | 94                | 94                |

## Präsidenten des Parlaments der Französischen Gemeinschaft
Nachfolgend befindet sich die Liste der Präsidenten des Parlaments seit der Einrichtung des Kulturrats im Jahr 1971:
| Name | Name                       | Beginn der Amtszeit | Ende der Amtszeit  | Partei | Partei |
| ---- | -------------------------- | ------------------- | ------------------ | ------ | ------ |
| 1    | Georges Dejardin           | 7. Dezember 1971    | 15. Oktober 1973   |        | PS     |
| 2    | Émile-Edgard Jeunehomme    | 16. Oktober 1973    | 20. Oktober 1975   |        | PLP    |
| 3    | Lucien Outers              | 21. Oktober 1975    | 18. Oktober 1976   |        | FDF-RW |
| 4    | Émile-Edgard Jeunehomme    | 19. Oktober 1976    | 13. Juni 1977      |        | PLP    |
| 5    | Paul de Strexhe            | 14. Juni 1977       | 9. April 1979      |        | PSC    |
| 6    | Léon Hurez                 | 10. April 1979      | 3. November 1980   |        | PS     |
| 7    | Irène Pétry                | 4. November 1980    | 18. Oktober 1982   |        | PS     |
| 8    | Michel Toussaint           | 19. Oktober 1982    | 15. Oktober 1984   |        | PRL    |
| 9    | Charles Poswick            | 16. Oktober 1984    | 2. Dezember 1985   |        | PRL    |
| 10   | Jean-Pierre Grafé          | 3. Dezember 1985    | 1. Februar 1988    |        | PSC    |
| 11   | Antoinette Spaak           | 2. Februar 1988     | 6. Januar 1992     |        | FDF    |
| 12   | Anne-Marie Corbisier-Hagon | 7. Januar 1992      | 5. Juli 1999       |        | PSC    |
| 13   | Willy Taminiaux            | 13. Juli 1999       | 3. April 2000      |        | PS     |
| 14   | Richard Miller             | 4. April 2000       | 16. Oktober 2000   |        | PRL    |
| 15   | Jean-Marie Séverin         | 17. Oktober 2000    | 15. Oktober 2001   |        | PRL    |
| 16   | Françoise Schepmans        | 16. Oktober 2001    | 5. Juli 2004       |        | MR     |
| 17   | Freddy Deghilage           | 6. Juli 2004        | 18. Juli 2004      |        | PS     |
| 18   | Isabelle Simonis           | 19. Juli 2004       | 27. Oktober 2004   |        | PS     |
| 19   | Jean-François Istasse      | 28. Oktober 2004    | 29. Juni 2009      |        | PS     |
| 20   | Véronique Salvi            | 30. Juni 2009       | 15. Juli 2009      |        | CDH    |
| 21   | Jean-Charles Luperto       | 16. Juli 2009       | 10. November 2014  |        | PS     |
| 22   | Philippe Courard           | 19. November 2014   | 17. September 2019 |        | PS     |
| 23   | Rudy Demotte               | 17. September 2019  | 2. Juli 2024       |        | PS     |
| 24   | Jean-Paul Wahl             | 2. Juli 2024        | 15. Juli 2024      |        | MR     |
| 25   | Benoît Dispa               | 15. Juli 2024       |                    |        | LE     |